# Pasohlávky
Pasohlávky (in tedesco Weißstätten) è un comune della Repubblica Ceca facente parte del distretto di Brno-venkov, in Moravia Meridionale. All'epoca delle Guerre marcomanniche fu sede di un accampamento romano, situato nell'area del defunto villaggio di Mušov.